# Coleophora sisteronica
Coleophora sisteronica là một loài bướm đêm thuộc họ Coleophoridae. Nó được tìm thấy ở miền nam Pháp, Tây Ban Nha và Ý.
Ấu trùng ăn Coronilla minima. Chúng tạo tổ kén bằng tơ dài 2,5–4 mm, góc miệng là 45°. Tổ kén khoảng 10 lá bọ gấp. Ấu trùng có thể tìm thấy từ mùa thu đến tháng 5.